# Viktoria Pilzno (piłka nożna kobiet)
FC Viktoria Pilzno – czeski klub piłki nożnej kobiet, mający siedzibę w mieście Pilzno, na zachodzie kraju. Od sezonu 1994/95 występuje w rozgrywkach 1. ligi žen.

## Historia
Chronologia nazw:
- 1990: SK Plzeň 1894
- 1994: SKP Rapid Sport Plzeň
- 2005: FC Viktoria Pilzno (sekcja piłkarska kobiet)

Kobieca drużyna piłkarska SK Plzeň 1894 została założona w Pilźnie 24 maja 1990 roku. Pod wodzą trenera Petra Altmana, a następnie Pavela Jägera, drużyna w sezonie 1991/92 startowała w rozgrywkach II ligi Mistrzostw Czechosłowacji. Rok później awansowała do I ligi, jednak nie utrzymała się na najwyższym poziomie i po zakończeniu sezonu spadła do II ligi. W 1993 roku nastąpił podział Czeskiej i Słowackiej Republiki Federacyjnej na dwie niezależnie, odpowiednio organizowano osobno mistrzostwa. W sezonie 1993/94 drużyna startowała w pierwszych rozgrywkach drugiej ligi Czech, w których po zajęciu trzeciego miejsca zdobyła awans do 1.ligi. Od 1 stycznia 1994 roku zespół nazywał się SKP Rapid Sport Plzeň. W pierwszym sezonie na najwyższym poziomie drużyna zajęła 8.miejsce. W sezonie 1996/97 po raz pierwszy zdobyła brązowe medale mistrzostw kraju. 1 lipca 2005 roku kobieca drużyna dołączyła do multisportowego klubu Viktoria Pilzno, stając się jedną z sekcji i grając pod szyldem FC Viktoria Pilzno. W sezonie 2012/13 i 2019/20 zespół ponownie został sklasyfikowany na trzecim miejscu.

## Barwy klubowe, strój, herb, hymn
Do chwili obecnej klub jeszcze nigdy nie zakwalifikował się do rozgrywek europejskich.

### Trofea krajowe
| \| \| Zdobyte trofea w rozgrywkach Czech (stan na: 31-05-2023) \| |                                                          |      |                                                      |
| Rozgrywki                                                         | Osiągnięcie                                              | Razy | Sezon(y)                                             |
| Mistrzostwo                                                       | I miejsce                                                | 0    |                                                      |
| Mistrzostwo                                                       | II miejsce                                               | 0    |                                                      |
| Mistrzostwo                                                       | III miejsce                                              | 3    | 1996/97, 2012/13, 2019/20                            |
| Puchar                                                            | zdobywca                                                 | 0    |                                                      |
| Puchar                                                            | finalista                                                | 0    |                                                      |
| Puchar                                                            | półfinalista                                             | 6    | 2011/12, 2014/15, 2015/16, 2016/17, 2021/22, 2022/23 |
| II liga                                                           | I miejsce                                                | 0    |                                                      |
| II liga                                                           | II miejsce                                               | 0    |                                                      |
| II liga                                                           | III miejsce                                              | 1    | 1993/94                                              |
| Czechy                                                            | Zdobyte trofea w rozgrywkach Czech (stan na: 31-05-2023) |      |                                                      |

## Poszczególne sezony

### Rozgrywki międzynarodowe

#### Europejskie puchary
Nie uczestniczył w rozgrywkach europejskich.

### Rozgrywki krajowe
| \| Czechy \| Bilans występów klubu w rozgrywkach piłkarskich Czech (Stan na 31 maja 2023 r.) \| \| |                                                                                 |        |       |   |   |   |    |    |     |            |        |        |      |
| Poziom                                                                                             | Rozgrywki                                                                       | Sezony | Mecze | Z | R | P | B+ | B– | Pkt | Lata       | Awanse | Spadki | Naj. |
| I                                                                                                  | 1. liga žen                                                                     | 29     |       |   |   |   |    |    |     | od 1994/95 | 0      | 0      | 3    |
| II                                                                                                 | 2. liga žen                                                                     | 1      |       |   |   |   |    |    |     | 1993/94    | 1      | 0      | 3    |
| | Puchar Czech                                                                    | 14     |       |   |   |   |    |    |     | od 2007/08 | 0      | 0      | 1/2  |
| Czechy                                                                                             | Bilans występów klubu w rozgrywkach piłkarskich Czech (Stan na 31 maja 2023 r.) |        |       |   |   |   |    |    |     |            |        |        |      |

## Piłkarki, trenerzy, prezydenci i właściciele klubu

### Trenerzy
...
- Petr Altman
- Pavel Jäger
- Vladimír Bórik
- Pavel Sekmiler
- Zdeněk Přibáň

...
- 2018–2019:  Lukáš Růžička
- 2019–09.2020:  Eduard Kubata
- 09.2020–09.2022:  Daniel Prokop
- 09.2022–12.2022:  Pavel Vacek (p.o.)
- od 2023:  Pavel Hudeček

## Struktura klubu

### Stadion
Drużyna rozgrywa swoje mecze domowe na stadionie miejskim w Dobřanach (14 km na południowy zachód od Pilzna), który może pomieścić 1.000 widzów.

## Kibice i rywalizacja z innymi klubami

### Derby
- Sparta Praga
- Slavia Praga
- Bohemians Praga
- Dukla Praga